# Tjedestein

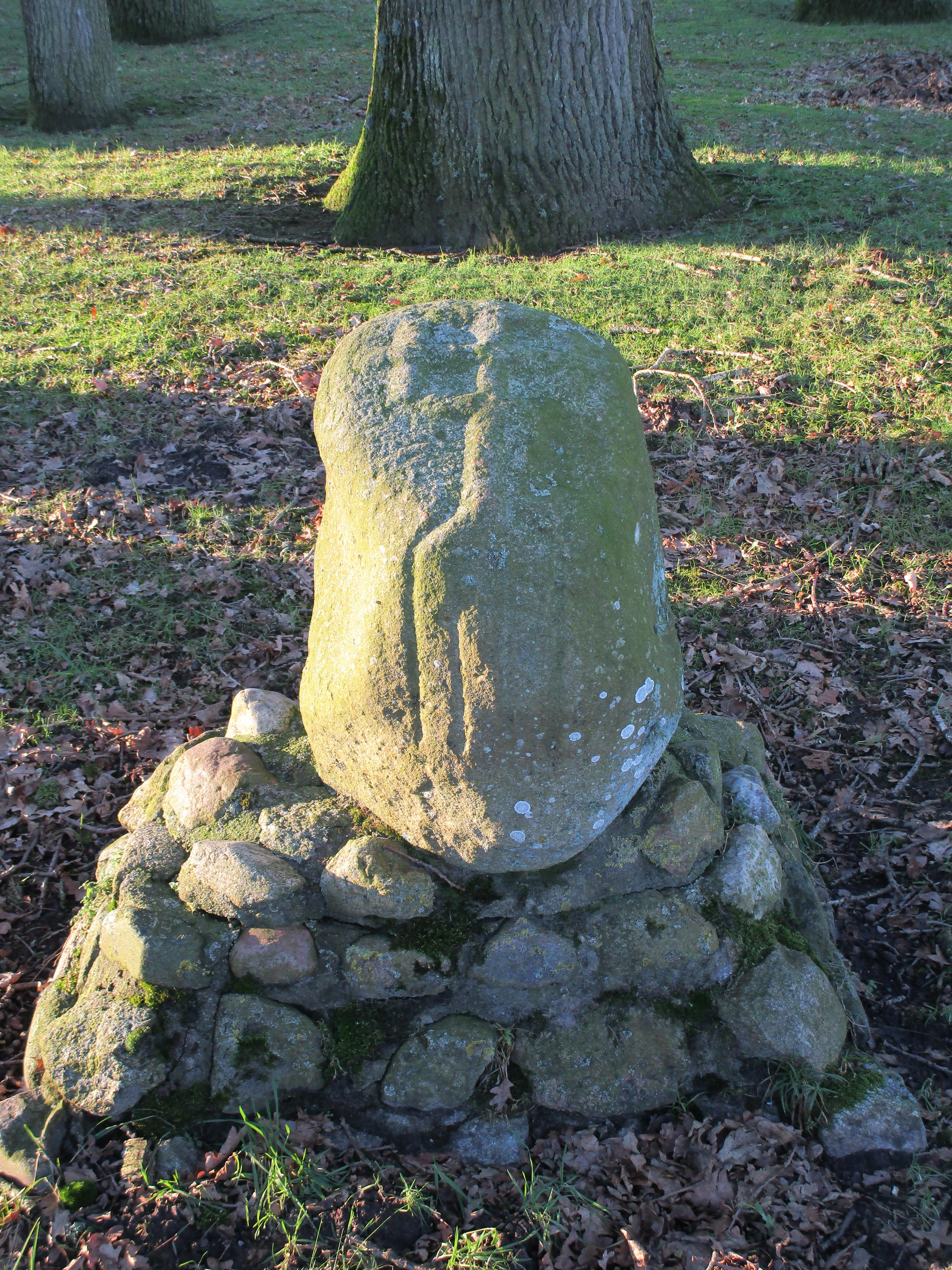
Der Tjedestein

Der Tjedestein ist ein wohl im Dreißigjährigen Krieg errichteter kleiner Kreuzstein im Baumbestand „dreizehn Eichen“, an der Ecke Langfeldweg/Wiesener Str. im Norden von Wiesens, einem östlichen Ortsteil von Aurich in Niedersachsen. Er steht in der Liste der Baudenkmale in Aurich.
Das kleine Steinmal auf einem Rollsteinsockel, trägt im unteren seitlichen Bereich ein gabelähnliches Gebilde und auf der Oberseite eine stark abgewitterte, quadratförmige Darstellung von vier Kreuzen.
Die Sage nennt ihn Tjedestein nach einer Magd, die hier während des Dreißigjährigen Krieges erschossen worden sein soll. Vermutlich handelt es sich um ein Steinmal des Mittelalters. Eine vorgeschichtliche Bedeutung des Steines konnte bisher nicht glaubhaft gemacht werden.